# Hidradenitis suppurativa
Hidradenitis suppurativa (HS) hidradenit eller acne inversa, är en kronisk, ofta smärtsam, immunologisk hudsjukdom som kännetecknas av inflammation i huden, oftast i armhålor och ljumskar. I de inflammerade områdena uppstår ofta knölar, bölder och sår. Inflammationen uppkommer oftast i de områden där det finns en typ av svettkörtlar som kallas apokrina körtlar, samt under brösten, på skinkorna och på insidan av låren där hud gnids mot hud.
Även om HS påverkar huden är det en inflammatorisk sjukdom. Det innebär att sjukdomen är förknippad med avvikelser i immunförsvaret. De exakta orsakerna till att HS uppstår är inte kända, men forskningsrön tyder på att immunologiska eller strukturella avvikelser i hårsäckarna kan bidra till att sjukdomen utvecklas. Den exakta förekomsten är okänd, uppskattningsvis har 1 % av befolkningen HS.

## Vem drabbas av HS?
- HS kan uppkomma i alla åldrar, men oftast utvecklas sjukdomen hos unga vuxna i tidiga 20-årsåldern, och det är ovanligare att man får den om man är äldre än 50–55 år.
- Kvinnor löper högre risk att utveckla HS än män. Risken att få HS är två till fem gånger högre hos kvinnor.
- Eftersom det är vanligast att sjukdomen debuterar i fertil ålder kan det finnas ett samband med könshormoner, men det finns inga bevis för någon direkt koppling.[8]
- Forskning visar att HS kan vara ärftligt. Ungefär en tredjedel av alla som får diagnosen HS har en nära släkting som också har sjukdomen.
- Medicinsk forskning visar även en koppling till rökning och fetma.

## Sjukdomstecken och symptom
Vid lindriga fall av HS kan symtomen vara små bölder eller några få knölar. Patienter med svårare former av HS kan ha ärrbildning, fistelgångar (gångar under huden) och varbildning som ibland utsöndrar en vätska som kan lukta illa. Hudskador som orsakas av HS kan vara mycket besvärande och smärtsamma och försämrar ofta livskvaliteten för dem som lider av sjukdomen.